# يان وركمان
يان وركمان (بالإنجليزية: Ian Workman)‏ هو لاعب كرة قدم بريطاني، ولد في 13 نوفمبر 1962 في ليفربول في المملكة المتحدة. لعب مع نادي تشستر سيتي ونادي ساوثبورت.